# Stijn Meuris
Stijn Léon Maria Meuris (Neerpelt, 1 december 1964) is een Belgisch muzikant, acteur, regisseur en journalist. Hij werd bekend als zanger van de groep Noordkaap die onder meer de klassiekers Ik hou van u en Satelliet Suzy schreven. Van 2001 tot eind 2009 was hij frontman van de groep Monza. In 2010 bracht hij met Spectrum zijn eerste soloalbum uit onder de naam Meuris.

## Biografie
In 1986 behaalde Meuris een diploma aan het regentaat Nederlands-Geschiedenis-Aardrijkskunde van de Rijksnormaalschool in Hasselt. Hij heeft echter nadien nooit echt gebruikgemaakt van zijn diploma. Zijn legerdienst - toen nog verplicht - deed hij bij de zeemacht als 'matroos eerste klas Meuris', bibliothecaris in Zeebrugge. Daarna begon hij een carrière als journalist bij Het Belang van Limburg, waarvoor hij werkte van 1989 tot 2000. Nadien volgde de overstap naar het door Woestijnvis opgestarte weekblad Bonanza, dat echter na amper 9 maanden stopte. Meteen daarna bleef Meuris aan de slag voor Woestijnvis, als freelance-regisseur. In die functie werkte hij voor het programma Man bijt hond. Vanaf 2001 is hij ook actief als freelance reporter-regisseur voor Canvas en de laatste tijd ook steeds vaker voor reclame-regieopdrachten, onder andere voor Studio Brussel. Een van zijn hobby's is sterrenkunde.
In het voorjaar van 2010 raakt Meuris verwikkeld in een politieke controverse rond een zogenaamde 'oproep' (wat eerder een persoonlijk uiting van onvrede op Facebook bleek te zijn) om niet te gaan stemmen tijdens de parlementaire verkiezingen van 13 juni 2010. Meuris werd verweten ‘ondemocratisch te handelen’, terwijl hijzelf net vond dat de stand van de Belgische politiek op dat moment ondemocratisch en vooral onprofessioneel was. Overigens werd Meuris nog tijdens het relletje door twee politieke partijen benaderd om 'desondanks' toch bij hen op de kieslijsten te verschijnen'. Wat hij weigerde.
Sinds 2016 treed hij op met de eindejaarsconferences Tirade. In 2024 treedt hij op met 59 een humoristische voorstelling over 2023, het jaar waarin hij 59 werd.  
In 2018 was hij - samen met onder meer Nic Balthazar en Francesca Vanthielen - een van de boegbeelden van Klimaatzaak.

### Noordkaap
Gruppenbild was het eerste groepje waarin Stijn Meuris actief was als zanger. In 1990 nam Noordkaap een nieuwe start samen met gitarist Lars Van Bambost, bassist Eric Sterckx, toetsenist Wim de Wilde en drummer Nico Van Calster. Noordkaap won datzelfde jaar Humo's Rock Rally.
Hun cover van Will Tura's "Arme Joe" kreeg al heel snel nationale belangstelling en ze kregen een platencontract aangeboden. De cover van "Arme Joe" werd samen met andere Tura-vertolkingen op "Turalura" uitgebracht ter gelegenheid van de vijftigste verjaardag van Will Tura. Eind 1991 verscheen het debuutalbum Feest in de stad. In 1994 kwam de cd Gigant uit bij hun nieuwe platenproducer.
Een jaar later verzorgde Noordkaap de soundtrack van de film Manneken Pis. De groep raakte zo bekend bij een breder publiek en hun single "Ik hou van u" stond wekenlang in de hitparade. In 2005 werd deze single in een tweetalig jasje gestoken ter gelegenheid van 175 jaar België.
Later deden ze nog de soundtrack van de film Alles moet weg, naar het boek van Tom Lanoye. Daarna werd het stil rond de groep, en optredens waren er ook niet meer. Na het opstappen van enkele leden bleven alleen Meuris en Lars Van Bambost nog over van de oorspronkelijke bezetting. Met het toetreden van Mario Goossens, Anton Janssens en Wladimir Geels was Noordkaap weer compleet. Met deze nieuwe Noordkaap werd in 1999 het album Massis opgenomen, waarvan het thema overgenomen werd van de gelijknamige Canvasdocumentaire.
Op 1 april 2000 gaven ze een laatste optreden in de AB te Brussel. Gitarist Lars Van Bambost ging daarna bij Novastar. Stijn Meuris zei in een interview met Humo: "Geef me exact één jaar". In dat jaar wilde hij een nieuwe rockgroep opstarten. Een van de mogelijke namen voor deze nieuwe groep was Narvik.
In 2019 volgde een reünie van Noordkaap. Na uitstel door de coronapandemie begon Meuris weer met de band op te treden vanaf 2022. Er volgden onder meer drie uitverkochte concerten in de AB en enkele zomerfestivals zoals Rock Herk, Gladiolen en TW Classic. 

### Monza
Eén jaar na het einde van Noordkaap hield Meuris zijn nieuwe rockgroep ten doop: Monza. De "o" en "a" in Monza verwijzen naar Meuris' eigen zeggen naar het vroegere Noordkaap, waardoor er toch weer een link naar de basis gelegd wordt.
Samen met Noordkaapdrummer Mario Goossens, David Poltrock, Bart Zegers en Piet De Pessemier bracht Meuris in 2001 de debuut-cd Van God Los uit, waarvan het gelijknamige liedje een hit werd. Voor de tournee van deze cd werd Monza versterkt door Luc Weytjens. In 2002 verlieten Piet De Pessemier, Mario Goossens en David Poltrock Monza: het was tijd voor een adempauze. Een jaar later werden er nieuwe groepsleden aangetrokken: Jan Van Sichem jr., Bart Delacourt en Dirk Loots. In 2005 werd de cd Grand uitgebracht, goed voor een lange reeks liveconcerten en een aantal positieve persrecensies. Later werd ook de dvd Grand Slam uitgebracht, met onder meer beelden van hun optreden op Werchter en een aantal videoclips.
Sinds september 2007 hebben Bruno Fevery en Kris Delacourt, broer van Bart Delacourt, zich bij de groep vervoegd nadat Jan Van Sichem jr. en Luc Weytens de groep verlaten hadden. Op 8 maart 2008 bracht Monza hun derde cd Attica! uit, met als eerste single "Wie danst er nog?". Monza trok in april en mei 2008 door Vlaanderen in een circustent tijdens hun tournee Rock im Ring. Daarna volgde de "Attica!Theatertour!".
Sinds december 2009 gaat Stijn Meuris solo verder als MEURIS.

### Meuris
Meuris 2010 is het muzikaal project waarmee Stijn Meuris een brug slaat tussen zijn afgesloten Noordkaap- en Monza-periode, en toekomstige projecten. Ervan uitgaande dat er met de songs van die twee bands nog veel meer te beleven viel, trok Meuris de studio in voor opnames van Spectrum, een cd waarop een selectie uit tien jaar Noordkaap en tien jaar Monza een nieuwe beurt kregen.
In 2011 verscheen de soundtrack voor de Belgische film Hasta la vista (regisseur Geoffrey Enthoven). De muziek daarvan is gemaakt door de Antwerpse band Papermouth (waarvan Meuris-gitarist Kris Delacourt ook deel uitmaakt) en een zestal songs daarop worden ingezongen door Stijn Meuris. De single ‘Route Nationale’ wordt een bescheiden radiohit op Radio 1. Hasta La Vista zelf is inmiddels verkocht aan 23 landen en behaalde een twintigtal internationale prijzen (waaronder de Grand Prix Des Amériques in Montréal en de Publieksprijs op de European Film Awards in Malta.
Op 1 januari 2013 verscheen ‘1974’, de eerste single uit het komende Meuris-album 'Mirage'. Die cd (geproducet door oud-Monza-toetsenman Luc Weytjens in MotorMusic Mechelen en ACE Aartselaar) bevat elf nieuwe liedjes en wordt verdeeld door V2 Benelux. In de 2012-2013-bezetting van Meuris spelen Bart Van Lierde (bas), Kris Delacourt (gitaar), Dave Hubrechts (gitaar) en Antoni Foscez (drums).
Mirage is het 14de officiële album van zanger Stijn Meuris, en tevens de achtste cd-titel waarin enkel de klinkers a, i en e voorkomen (Feest In De Stad, Gigant, de soundtrack van Manneken Pis, Massis, Avanti, Grand, Attica!, de soundtrack van Hasta La Vista en Mirage). Gevraagd naar een verklaring hiervoor, liet Meuris weten "dat gewoon mooie letters te vinden".
In 2022 speelde Meuris live newwave-klassiekers met een gelegenheidsband voor The History of New Wave.

### Televisie
Naast de muziek hield Meuris zich ook nog met televisiewerk bezig. In 1993 was hij te zien in een aflevering van de serie Bex & Blanche. Hij bracht in 2008 samen met Wim Opbrouck de Canvas-reeks Week van liefde uit. Ook bracht hij een eigenzinnige, maar verhelderende inleiding tot de sterrenkunde op Canvas onder de titel Stijn en de sterren en werd er ook een aflevering van de Canvas docureeks Weerwolven aan Meuris als nachtraaf, waarnemer en slechte slaper gewijd. In 2009 was hij lid van de Raad van de Gouden Plaat in het één-televisieprogramma Hartelijke groeten aan iedereen.
In april en mei van 2009 volgde de zesdelige Canvasreeks Stijn en Het Heelal, een programma over astronomie in het kader van het Internationaal Jaar van de Sterrenkunde, waarin Meuris voor een livepubliek vertelde over zijn passie, de astronomie. Tot op vandaag geeft hij nog steeds lezingen over zijn grote passie. Een van die uiteenzettingen kaderde in de TEDx-Flanders-lezingen in Antwerpen in oktober 2012. In 2017 vertolkte hij de rol van voorzitter van de motorcrossclub in de tiendelige Vlaamse televisieserie Beau Séjour. Hij was te gast in de aflevering van Het Huis die op 23 januari 2023 uitgezonden werd op Eén.

### Film
In 1989 speelde Meuris de rol van Bernard in de film Blueberry Hill. Ook in het vervolg Brylcream Boulevard uit 1995 vertolkte hij die rol. In 1992 speelde hij ‘Pier’ in de film Daens van regisseur Stijn Coninx .

### Man Bijt Hond
Een van zijn bijdragen in het televisieprogramma Man bijt hond is de tekst van de satirische rubriek Het Gesproken Dagblad, ingesproken door Jelle De Beule. Naar aanleiding van een satirisch item in Het Gesproken Dagblad in februari 2009 over de wijze waarop de Antwerpse Joodse gemeenschap zich verzette tegen alles wat in hun ogen anti-Joods was (onder de titel ‘Dingen Waar De Joden Nog Niet Boos Over Zijn’), werd Meuris door het weekblad Joods Actueel verweten antisemiet te zijn. Meuris ontkende dit ten stelligste: 'Ik vind El Al zelfs een toffe luchtvaartmaatschappij, en ik heb thuis zeker drie klezmer-cd's in de kast staan'. Stijn Meuris liet in een interview weten het ‘rolbevestigend te vinden dat de Antwerpse Joden boos waren vanwege een rubriekje over de boosheid van de Antwerpse Joden’.
Sinds september 2012 presenteert hij de Man Bijt Hond-rubriek ‘Ons Kunstboek’, waarin hij vooraanstaande Belgische kunstenaars bezoekt in hun atelier, met het verzoek een uniek werk te maken voor zijn groot poëziealbum.

### Auteur
Eind 2015 bracht Meuris een boek uit waarin al zijn songteksten gebundeld en beschreven worden met als titel ‘Tekst & uitleg’. Dit werd uitgegeven door Uitgeverij Lannoo.

### Radio
Meuris presenteert sinds 2019 op de digitale radiozender Willy het programma Meurissey.

## Discografie

### Albums
- Feest in de stad (1991, Noordkaap)
- Een heel klein beetje oorlog (1993, Noordkaap)
- Gigant (1994, Noordkaap)
- Manneken Pis (1995, Noordkaap)
- Programma '96 (1996, Noordkaap)
- Alles moet weg (1996, Noordkaap)
- Massis (1999, Noordkaap)
- Avanti! (1999, Noordkaap)
- Van God Los (2001, Monza)
- Grand (2005, Monza)
- Attica! (2008, Monza)
- Spectrum (2010, Meuris)
- Hasta La Vista (2012, Meuris)
- Mirage (2013, Meuris)
- Vigilant (2017, Meuris)